# Joaquim Xicoy
Pour les articles homonymes, voir Bassegoda.
Joaquim Xicoy i Bassegoda, né à Barcelone le 15 septembre 1925 et mort le 16 novembre 2006, est un avocat et homme politique catalan, membre de l'Union démocratique de Catalogne à partir de 1975, conseiller de la Justice de la Generalitat de Catalogne entre 1986 et 1988 et président du Parlement de Catalogne entre 1988 et 1995.